# Карецано Супериоре (Алесандрија)
Карецано Супериоре је насеље у Италији у округу Алесандрија, региону Пијемонт.
Према процени из 2011. у насељу је живело 72 становника. Насеље се налази на надморској висини од 340 м.